# 福尔克罗德
福尔克罗德（德語：Volkerode）是德国图林根州的市镇，隶属于艾希斯费尔德县。总面积为6.86平方千米，截至2023年12月31日总人口为227人。